# 新仙林

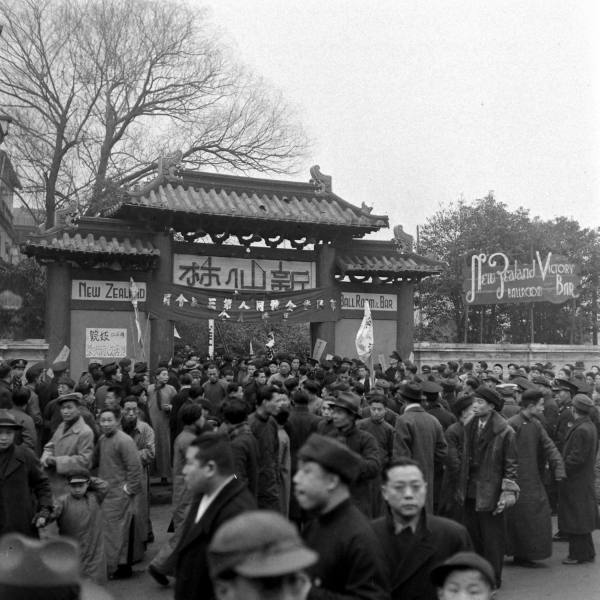
上海舞潮案時的新仙林舞廳

新仙林（英語：New Zealand Ball Room & Bar），是上海市在中華民國時期的舞廳，位於戈登路。 新仙林和大都會花園舞廳、仙樂斯舞宮、百樂門並稱為上海四大舞廳。1948年的上海舞潮案的發端之地也是在新仙林。上海中信泰富广场修建在新仙林旧址。